# C. H. Beck
C. H. Beck (plným, originálním názvem v němčině Verlag C. H. Beck) je německé vydavatelství především právnické a v poslední době též ekonomické literatury. Jeho sídlem je bavorský Mnichov.

## Historie
Nakladatelství C. H. Beck bylo založeno roku 1763 majitelem nördlingenské tiskárny a knihkupectví, kterým byl Carl Gottlob Beck. Současné jméno nakladatelství pochází až od jeho syna Carla Heinricha Becka. Za vedení Oscara Becka přesídlilo nakladatelství do Mnichova, ale tiskárna zůstala v Nördlingenu. V průběhu 19. století se společnost začala více specializovat na odbornou literaturu, především z oblasti dějin, práva a filosofie. Po vzniku jednotného Německa v roce 1871 se C. H. Beck začal orientovat již velmi úzce na dodnes hlavní oblast literatury, a to právní literaturu a odborné práce uznávaných a renomovaných osobností právní vědy (jurisprudence).